# 대한민국 상법 제210조
대한민국 상법 제210조는 손해배상책임에 대한 상법 회사법의 조문이다.

## 조문
제210조 (손해배상책임) 회사를 대표하는 사원이 그 업무집행으로 인하여 타인에게 손해를 가한 때에는 회사는 그 사원과 연대하여 배상할 책임이 있다.